# John Selfridge
John L. Selfridge, 17 februari 1927- 31 oktober 2020, was een Amerikaans wiskundige die vooral bijdragen heeft geleverd op het gebied van de analytische getaltheorie. Hij schreef 14 artikelen samen met Paul Erdős.
Selfridge promoveerde in 1958 in Los Angeles aan de Universiteit van Californië.
Hij bewees in 1962 dat 78.557 een sierpińskigetal is. Hij toonde aan dat wanneer {\displaystyle k=78.557}, alle getallen van de vorm {\displaystyle k2^{n}+1} met getallen uit de verzameling {\displaystyle 3,5,7,13,19,37,73} in factoren kunnen worden  ontbonden. Vijf jaar later spraken Selfridge en Wacław Sierpiński het vermoeden uit dat 78.557 het kleinste sierpińskigetal is. Dit controleren vraagt heel veel rekentijd. Een project met distributed computing is begonnen dit vermoeden momenteel te bewijzen. Het project is als Seventeen or Bust begonnen, maar later als onderdeel van PrimeGrid doorgegaan. Het project is nog niet klaar.
Hij heeft in 1964 samen met A Hurwitz bewezen dat het 14e fermatgetal geen priemgetal is en heeft in 1967 samen met J Brillhart de priemtest van Fermat verbeterd.
Selfridge heeft aan de Universiteit van Illinois te Urbana-Champaign in Illinois en aan de Northern Illinois Universiteit gewerkt, waar hij verschillende jaren decaan van de faculteit wiskunde was. Hij was van 1978 tot 1986 hoofdredacteur van Mathematical Reviews, waar hij de automatisering van de dagelijkse gang van zaken in goede banen leidde. Hij was een van de oprichters van de Number Theory Foundation die om hem te eren de Selfridge-prijs heeft ingesteld.